# Cry Me a River
Pour les articles homonymes, voir Cry Me a River (homonymie).
Clip vidéo
[vidéo] « Julie London - Cry Me A River (1955) », sur YouTube
[vidéo] « Julie London - Cry Me A River - A cappella », sur YouTube.
Cry Me a River (pleure-moi une rivière, en anglais) est un standard de jazz américain, chanson d'amour jazz blues de l'auteur-compositeur Arthur Hamilton,, enregistrée en single par la chanteuse-actrice américaine Julie London, chez Liberty Records, extrait de son 1er album Julie Is Her Name (en) de 1955, et pour la musique du film La Blonde et moi de Frank Tashlin de 1956. Un des succès internationaux emblématiques de sa carrière, et du cinéma américain.

## Historique

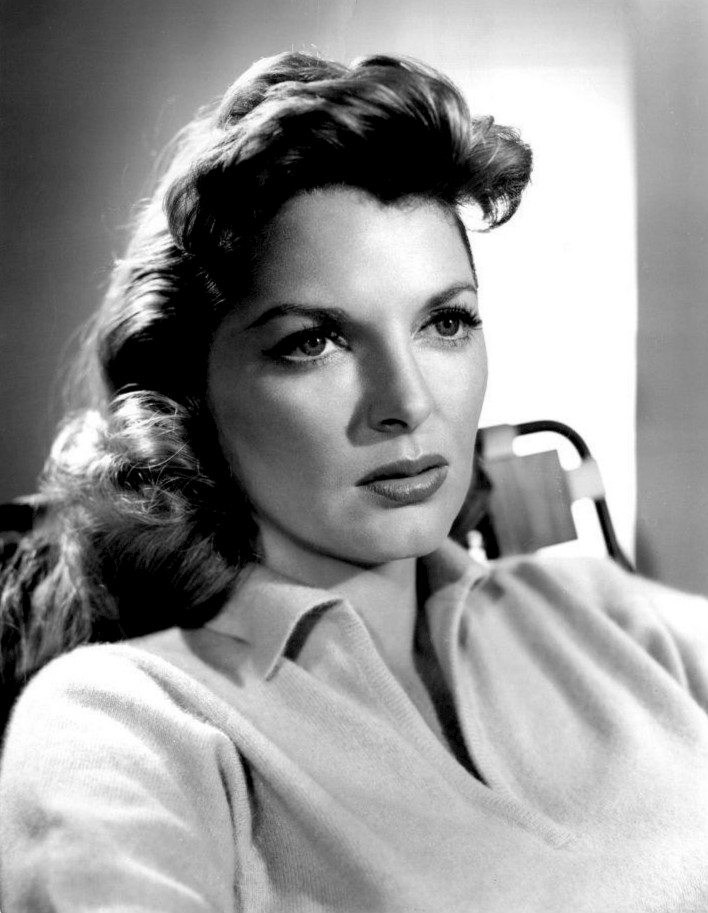
Julie London, en 1958

Cette chanson d'amour est composée dans le style de la musique western nostalgique Rivière sans retour, de Marilyn Monroe de 1954. Arthur Hamilton écrit et compose cette ballade jazz-blues, à l'origine, pour Ella Fitzgerald, pour la musique du film La Peau d'un autre, de 1955, mais elle n'est finalement pas retenue. 
La jeune actrice-chanteuse inconnue Julie London devient alors une célébrité américaine internationale en enregistrant ce premier single de sa carrière, accompagnée de deux instruments de musique, Barney Kessel à la guitare électrique, et Ray Leatherwood (en) à la contrebasse, pour la musique du film La Blonde et moi de la Twentieth Century Fox (1956), où elle joue son propre rôle. Le titre atteint alors la 9e place des ventes du Billboard américain,,.
Ella Fitzgerald l'enregistre finalement à son tour avec succès sur son album Clap Hands, Here Comes Charlie! de 1961. 

## Cinéma, musique de film
- 1956 : La Blonde et moi de Frank Tashlin, interprétée par Julie London
- 2000 : D'un rêve à l'autre, d'Alain Berliner
- 2006 : V pour Vendetta, de James McTeigue, interprétée par Julie London
- 2008 : Fool Moon, de Jérôme L'Hotsky, version originale
- 2010 : Group Sex (film) (en), de Lawrence Trilling (en), interprétée par Odette Annable

## Reprises
Ce standard de jazz est repris depuis par de très nombreux interprètes, dont :
- Sade Adu
- Aerosmith dans l'album de 1982 Rock in a hard place
- Odette Annable dans le film Sex Addicts
- Rick Astley
- Patti Austin
- Joan Baez
- Long John Baldry
- Shirley Bassey
- Jeff Beck
- George Benson
- Sarah Bettens
- Björk
- Borgore
- Susan Boyle
- Ray Brown
- Ray Bryant
- Michael Bublé
- Betty Buckley
- Ray Charles
- Pete Candoli
- Gabriella Cilmi
- Joe Cocker
- Joe Cocker et Leon Russell (live)
- Natalie Cole
- Harry Connick Jr.
- Sam Cooke
- Rita Coolidge
- Sonny Criss
- Jamie Cullum
- Manu Dibango joué au saxophone
- Lisa Ekdahl
- Ella Fitzgerald
- Fourplay
- Crystal Gayle
- Benny Golson
- Dexter Gordon
- Lesley Gore
- Ben Haenow X-Factor UK 2014
- Illumination
- Jai
- Etta James
- Harry James & his New Jazz Band
- Jay Jay Johnson
- Duke Jordan
- The King's Singers
- Kasia Kowalska
- Diana Krall
- Gene Krupa
- Bettye LaVette
- Viktor Lazlo
- Peggy Lee
- Julie London
- Claudine Longet
- Lostprophets
- Luen
- Didier Malherbe et Eric Löther jouée au saxophone et guitare
- Tânia Maria
- Imelda May et Jeff Beck (live)
- Robin McKelle
- Brad Mehldau
- Marisa Monte
- Hugo Montenegro
- China Moses
- Alison Moyet
- Anne Murray
- Aaron Neville
- Olivia Newton-John
- Paolo Nutini
- Johnny Otis Show
- Elaine Paige
- Liam Payne X-Factor UK 2010
- Esther Phillips (live)
- Maxi Priest
- Michael Prophet
- Julie Rogers
- Linda Ronstadt
- Richard Sanderson
- Nadine Shah
- Helen Shapiro
- Frank Sinatra Jr.
- Rod Stewart avec Steampacket (en)
- Barbra Streisand
- Sylvester
- Caetano Veloso
- Charlie Ventura
- Dinah Washington
- Ben Webster joué au saxophone
- Zakk Wylde
- Archie Shepp
- Billy Ocean
- Von Smith

## Adaptations en français
- 1957 : Mathé Altéry, Pleure (paroles de Pierre Delanoë)
- 1958 : Maria Lopez, Pleure (paroles de Pierre Delanoë) et orchestre de Jack Ledru
- 1983 : Christophe, Noir est ta couleur (paroles de Christophe)
- 1985 : Viktor Lazlo, Pleurer des rivières (paroles de Boris Bergman), ainsi que la version originale.
- 2009 : Eddy Mitchell, Pleurer des rivières (paroles de Boris Bergman).
- 2009 : China Moses, Pleurer des rivières (paroles de Boris Bergman) (live télé Acoustic sur TV5 Monde)

## Quelques distinctions
- 2001 : Grammy Hall of Fame Award[13].
- 2015 : Registre national des enregistrements (National Recording Registry) de la bibliothèque du Congrès à Washington[14]